# Universidade Nacional de Educação à Distância
A Universidade Nacional de Educação a Distância (UNED; em castelhano Universidad Nacional de Educación a Distancia) é uma universidade pública espanhola, fundada em 1972. A UNED está presente, hoje em dia, em 60 centros em Espanha e 20 no estrangeiro, nomeadamente em Bata, Berlim, Berna, Bruxelas, Buenos Aires, Caracas, Lima, Londres, Malabo, México, Paris e São Paulo. UNED é a segunda maior universidade européia com mais de 150.000 estudantes, e está, desde 1997, associada à UNESCO promovendo o desenvolvimento do ensino a distância.

## PCE para pessoas estrangeiras
Todos os anos a UNED promove o Provas de competências específicas (PCE, esp. Pruebas de competencias específicas) para as pessoas que desejam aceder à universidade espanhola. É necessário ter cursado até o 3º ano do 2º Grau no Brasil. Primeiramente, o aluno interessado deverá legalizar e traduzir todos os históricos escolares que possua. Depois, deverá registrar-se no MEC e pedir a convalidação dos estudos. Só assim poderá se inscrever no exame de PCE. Esse exame é um benefício somente para pessoas estrangeiras ou espanholas que realizaram seus estudos fora da Espanha. A vantagem é que o aluno não concorre com alunos espanhóis. Os exames se dão em duas datas: em Junho e em Setembro. A UNED tem um serviço especializado para organizar este processo: UNEDASISS.

## Artigos relacionados
- Centro Associado da UNED de Pontevedra